# Ambiguitätstoleranz
Ambiguitätstoleranz (v. lat. ambiguitas „Mehrdeutigkeit“, „Doppelsinn“ und tolerare „erdulden“, „ertragen“), teilweise auch als Unsicherheits- oder Ungewissheitstoleranz bezeichnet, ist die Fähigkeit, mehrdeutige Situationen und widersprüchliche Handlungsweisen zu ertragen. Ambiguitätstolerante Personen sind in der Lage, Ambiguitäten, also Widersprüchlichkeiten, kulturell bedingte Unterschiede oder mehrdeutige Informationen, die schwer verständlich oder sogar inakzeptabel erscheinen, wahrzunehmen, ohne darauf aggressiv zu reagieren oder diese einseitig negativ oder – häufig bei kulturell bedingten Unterschieden – vorbehaltlos positiv zu bewerten. Der Begriff spielt in unterschiedlichen psychologischen und pädagogischen Theorien eine wichtige Rolle, insbesondere bei der Persönlichkeitsentwicklung (siehe auch: Ich-Entwicklung und Patchwork der Identitäten nach Heiner Keupp) und dem sozialen Lernen. Ambiguitätstoleranz ist auch eine Voraussetzung für die interkulturelle Kompetenz eines Menschen. Studien zufolge korreliert sie nicht mit einem formalen Bildungsniveau.
Je nach Autor und theoretischer Ausrichtung wird die Ambiguitätstoleranz als Persönlichkeitseigenschaft oder als kognitiver und perzeptueller Prozess angesehen. Psychoanalytische Konzepte rechnen sie den sogenannten Ich-Funktionen zu.
Wenn Situationen oder Menschen unberechenbar und unkontrollierbar erscheinen, empfinden Menschen mit kaum vorhandener Ambiguitätstoleranz Stress und Unbehagen und tendieren dazu, mit einfachen und unreflektierten Ideen oder Regelsystemen und einer lineareren Denkweise wieder Ordnung und Struktur in ihrem Umfeld herzustellen. Die Doppelbindungstheorie sieht ein Übermaß an Ambiguitäten als Hauptursache für das Entstehen einer Schizophrenie.

## Psychologie und Rollentheorie
Die Psychoanalytikerin und Psychologin Else Frenkel-Brunswik definierte 1949 die Ambiguitätstoleranz als eine messbare Fähigkeit eines Individuums, die Koexistenz von positiven und negativen Eigenschaften in ein und demselben Objekt erkennen zu können, und führte das Konzept der Ambiguitätstoleranz als „Basisvariablen in der emotionalen und kognitiven Orientierung eines Individuums gegenüber dem Leben“ ein. Bei ihren Forschungen zur autoritären Persönlichkeit bemerkte sie eine ethnozentrische Voreingenommenheit bei Kindern und stellte außerdem fest, „dass manche Individuen eher dazu befähigt sind, positive und negative Eigenschaften ihrer Eltern zu sehen und Gefühle von Liebe und Hass ein und derselben Person gegenüber ohne allzu große Angst oder Konflikte zu akzeptieren, während andere das Bild der Eltern entweder als ganz und gar gut oder schlecht dramatisierten“. Ihr zufolge ist die Fähigkeit, diese Koexistenz zu erkennen, eine wichtige, emotional-kognitive Persönlichkeitsvariable. Das „Schwarz-Weiß-Denken“ ist nach Frenkel-Brunswik ein Extrem der Ambiguitätsintoleranz. Die Aufrechterhaltung dieses Denkens erfordert ein Verschließen des Individuums gegenüber Realitätsaspekten, die für diese „Lösung“ von Widersprüchlichkeiten eine Bedrohung darstellen. Die Ambiguitätstoleranz dürfe jedoch nicht mit dem weiter gefassten Feld der emotionalen Ambivalenz verwechselt werden, die sie als das gleichzeitige Vorhandensein von auf ein und dasselbe Objekt bezogenen liebevollen und hasserfüllten Impulsen im Individuum definiert.
Ambiguitätstoleranz als hypothetisches Konstrukt einer Persönlichkeitseigenschaft liegt dann vor, wenn eine Person ein ausgeglichenes Verhältnis zwischen Rollenerwartung und Rollenentwurf gefunden hat und somit Rollenkonflikte tolerieren kann. Für die Person ist es die Fähigkeit, „Vieldeutigkeit und Unsicherheit zur Kenntnis zu nehmen und ertragen zu können“. Das setzt jedoch nicht voraus, dass alle Widersprüche aufgelöst wurden (dann wäre ja keine Ambiguitätstoleranz mehr erforderlich). Ambiguitätstoleranz ist somit ein Persönlichkeitskonstrukt, um Widersprüchlichkeiten, Inkonsistenzen oder mehrdeutige Informationslagen in ihrer Vielschichtigkeit wahrzunehmen und positiv zu bewerten. Nach Stanley Budner ist eine ambiguitive Situation definiert durch das Fehlen von ausreichenden Hinweisen und charakterisiert durch Neuheit, Komplexität und Unlösbarkeit.
Unter dem Gesichtspunkt einer homogenen, globalen Dimension bezieht sich die Ambiguitätstoleranz im Rollenkonzept auf das Verhältnis von gegenseitigen Rollenerwartungen und wechselseitiger Bedürfnisbefriedigung.
Laut Budner sowie MacDonald reagieren ambiguitätsintolerante Personen auf ambiguitive Reize mit psychischem Unwohlsein. Ambiguitätstolerante Personen hingegen tolerieren diese Reize nicht nur passiv, sondern haben sogar ein Bedürfnis danach.
Das Inventar zur Messung der Ambiguitätstoleranz (IMA-40) unterscheidet faktorenanalytisch fünf Dimensionen der Ambiguitätstoleranz bzw. -intoleranz gegenüber unlösbar erscheinenden Problemen, sozialen Konflikten und Rollenstereotypien sowie des Elternbildes und der Offenheit für neue Erfahrungen (Erfahrungswissen). Ist bei einem Menschen die Ambiguitätstoleranz deutlich geschwächt bis nicht vorhanden, spricht man vom so genannten Ambiguitätstoleranz-Defizit-Syndrom (ATDS). Dies betrifft beispielsweise Menschen, die, wenn Reize (Sinne und Empfindungen) nicht richtig gedeutet und durch adäquate Reaktionen beantwortet werden können, unreflektierte Ideen ohne Umsicht und geordnete Planung vorschnell in die Tat umsetzen.
In der Kognitionspsychologie wird das Konstrukt der Ambiguitätstoleranz nicht als ein generelles Persönlichkeitsmerkmal, sondern mehr als ein inhaltliches oder bereichsspezifisches Konstrukt gesehen. Es ist hier mehr ein steuerndes Regulativ der Aufnahme-, Verarbeitungs- und Speicherungsprozesse von Informationen in widersprüchlichen Situationen, um logische Bewältigungsformen von Widersprüchen situationsadäquat einzusetzen.
Aus der Toleranz gegenüber einer Ambivalenz kann nicht generell auf eine Toleranz gegenüber allen Gegensätzlichkeiten geschlossen werden. Das heißt, dass aus einer Toleranz von ambivalenten Gefühlen gegenüber Personen nicht unbedingt auch darauf geschlossen werden darf, dass ein Individuum auch tolerant gegenüber ambivalenten Logiken von Organisationsprinzipien ist. Dies betrifft zum Beispiel die Personalentwicklung von Führungskräften. Es wird jedoch vermutet, dass eine Übertragung der Toleranzen von verschiedenen Ambivalenzebenen erlernbar ist.
Laut Auswertung einer großen Versuchsreihe der Psychologen Oriel FeldmanHall und Marc-Lluís Vives gibt es empirisch keine positive Korrelation von Ambiguitätstoleranz und Risikobereitschaft. Personen, denen Risiken zu ertragen wenig ausmacht, ertragen noch lange nicht leicht Mehrdeutigkeit, und ebenso umgekehrt.

## Klinische Psychologie
Eine geringe Ungewissheitstoleranz (auch Intoleranz gegenüber Ungewissheit) bezeichnet in der klinischen Psychologie eine Disposition, ungewisse Situationen besonders schlecht aushalten zu können. Menschen mit einer geringen Ungewissheitstoleranz sehen sich von ungewissen Ausgängen schnell bedroht, fühlen sich wie gelähmt davon und erleben Ungewissheit als wirklich nur schwer zu ertragen.
Unter dem Begriff Intolerance of Uncertainty (IU) untersucht vor allem eine kanadische Forschergruppe um Michel Dugas etwa seit Mitte der 1990er Jahre dieses Phänomen und seine belastenden Folgen: „Intolerance of uncertainty may be defined as a cognitive bias that affects how a person perceives, interprets, and responds to uncertain situations“. In der Folge besteht eine „tendency to react negatively on an emotional, cognitive, and behavioral level to uncertain situations and events“.
Die von einer geringen Ungewissheitstoleranz Betroffenen strengen sich in ungewissen Situationen extrem an, um die Lage doch noch zu kontrollieren und auch die geringfügigsten Ungewissheiten zu beseitigen. Sie ergehen sich schnell in quälendem Sorgenmachen oder anstrengendem Vergewisserungsverhalten wie z. B. einer anstrengenden Informationssuche oder anderen Formen von Kontrollverhalten.
Empirische Studien weisen darauf hin, dass eine geringe Ungewissheitstoleranz einen wichtigen Vulnerabilitätsfaktor für psychische Probleme darstellt. Inzwischen hat sich eine geringe Ungewissheitstoleranz als ein bedeutender transdiagnostischer Faktor für eine ganze Reihe psychischer Störungen und Probleme etabliert – „recent research has clearly demonstrated that IU is a broad transdiagnostic dispositional risk factor“, vor allem Angst- und Zwangsstörungen. Erste psychotherapeutische Behandlungsprogramme und Selbsthilferatgeber liegen bereits vor.

## Transkultureller Kontext
Im transkulturellen Kontext wird unter Ambiguitätstoleranz das Aushalten von Widersprüchlichkeiten und gegensätzlichen Erwartungen verstanden, die durch kulturell bedingte Unterschiede und mehrdeutige Informationen auftreten können. Menschen mit hoher Ambiguitätstoleranz sind auch in neuen, unstrukturierten und schwer kontrollierbaren Situationen fähig, „Abweichungen von gewohnter Normalität oder unerwartete Reaktionen und Handlungen zu akzeptieren, statt als Bedrohung zu empfinden“ und bleiben dadurch handlungsfähig.
Bei Anpassungsprozessen an eine fremde kulturelle Situation kann eine Ambiguitätsintoleranz zu Konfusionen führen.

## Praxisbeispiele

### Design Thinking
Im Design Thinking Prozess ist Ambiguitätstoleranz ein Bestandteil des Innovationsprozesses. Die Ambiguitätsregel besagt, dass auf dem Weg zu einer neuen Innovation das Team der Suchenden das Verlorensein in der Mehrdeutigkeit annehmen muss und das Suchen nicht aufgeben darf, bis es mit etwas Neuem – der Innovationsidee – wieder aus der Ambiguität auftauchen kann.

### Islam
Thomas Bauer legte in seinem Buch Die Kultur der Ambiguität (2011) dar, dass sich die Kultur des Islam bis ins 19. Jahrhundert hinein durch eine Ambiguitätstoleranz ausgezeichnet habe. Dies werde beispielsweise daran deutlich, dass ältere Korankommentare mehrere Interpretationen nebeneinanderstellen, ohne eine davon als die „richtige“ darzustellen. Die Ambiguitätstoleranz werde auch in der Idee des Idschtihād deutlich, die die Wahrheit als Prozess und nicht als Dogma verstehe. Ab Mitte des 19. Jahrhunderts hat ihm zufolge der westliche Einfluss im Zuge des Kolonialismus und die Unterlegenheit gegenüber dem Westen die klassische, ambiguitätstolerante Kultur des Islam verdrängt.
Bauer ist der Auffassung, dass Ambiguitätstoleranz erlernt werden kann, etwa durch die Beschäftigung mit Musik, Kunst, Literatur und Dichtung, da diese mehrdeutig sind und schon deshalb eine Ambiguitätstoleranz voraussetzen.